# Плереји
Плереји (Plearaei) су народ које је живео у приморју, западно од Ризонског залива (Бока которска). Плереји су заједно са Ардијејима пустошили Илирију, у вријеме римске владавине, што је довело и до њихове депортације у унутрашњост.